# Сансет Хилс (Мисури)
Сансет Хилс (енгл. Sunset Hills) град је у америчкој савезној држави Мисури.

## Демографија
По попису из 2010. године број становника је 8.496, што је 229 (2,8%) становника више него 2000. године.
| Група             | 2000.         | 2010.         |
| Белци             | 7.913 (95,7%) | 7.909 (93,1%) |
| Афроамериканци    | 89 (1,1%)     | 129 (1,5%)    |
| Азијати           | 119 (1,4%)    | 199 (2,3%)    |
| Хиспаноамериканци | 73 (0,9%)     | 139 (1,6%)    |
| Укупно            | 8.267         | 8.496         |